# Robert Paul
Robert Paul (n. 2 iunie 1937, Toronto, Ontario, Canada – d. 19 decembrie 2024, Minneapolis, Minnesota, SUA) a fost un patinator artistic ce a reprezentat Canada, medaliat olimpic. A participat la 2 ediții ale Jocurilor Olimpice (1956, 1960) în care a câștigat o medalie de aur.